# Korompa
Korompa (szlovákul: Krompachy, németül: Krompach) város Szlovákiában, a Kassai kerület Iglói járásában.

## Fekvése
Szepesváraljától 14 km-re délkeletre, a Hernád partján fekszik. A várost minden oldalról hegységek veszik körül. Északról a Lőcsei-hegység és a Branyiszkói-hegység, délről a Gömör–Szepesi-érchegység határolja.

## Története
1256-tól szerepel írott forrásokban, ekkor „Krumpach” alakban említik. A rihnói váruradalom része volt. 1273-ban „Krompach”, 1282-ben IV. László király oklevelében „Kurumpach” néven említik. Már ekkor jelentős bányásztelepülés, a szepes-gömöri vasgyártás egyik fontos helye, a szepesi váruradalom része. Hegyeiben vasat és ezüstöt bányásztak. 1285-ben „Karumpha”, 1304-ben „Chrompach” alakban szerepel a korabeli forrásokban. A 14. század elején kereskedelmi központ vásárjoggal. Plébániáját 1397-ben alapították, gótikus templomát 1424-ben szentelték fel.
1574-ben Gundelfinger Dániel három vashámort alapított itt. A város a 16. században már gazdag kereskedőcsaládok irányítása alatt állt és 1602-ben szabad királyi város lett. Az 1670-es években több kuruc támadás érte. 1787-ben 178 házában 1601 lakos élt.
A 18. század végén Vályi András így ír róla: „Alsó, és Felső Krompach. Két német mező Város Szepes Várm. földes Ura G. Csáky, és Goldenfinger Uraságok, lakosai katolikusok, fekszenek Iglóhoz két mértföldnyire, vas bányáji is vagynak, földgyei meg lehetősek, réttyei jók, legelejök van.”
1828-ban 241 háza volt 1767 lakossal. 1831-ben súlyos kolerajárvány sújtotta.
Fényes Elek 1851-ben kiadott geográfiai szótárában így ír a városról: „Krompach, Szepes v. tót-német bányaváros, Szomolnokhoz éjszakra 3 1/2 mfldnyire, kellemes völgyben: 1376 kath., 482 evang. lak., kik bányászságból, gyolcs-szövésből, méz-tisztitásból és zsindely-csinálásból keresik élelmöket. Kath. és evang. anyaszentegyház. Vashámorok. Vizimalmok. F. u. gr. Csáky nemzets. és Gundelfinger, kinek itt szép kastélya és kertje van. Ut. p. Lőcse.”
A 19. századig csak kisebb vashámorok működtek területén. Ekkor alapították a Korompai Vastermelő Üzem részvénytársaságot, mely a 20. század elejére Magyarország legnagyobb vasművévé nőtte ki magát. A századfordulón már mintegy 3500 dolgozót foglalkoztatott. A város a trianoni diktátumig Szepes vármegye Szepesváraljai járásához tartozott.
Az üzemet az első világháború után bezárták. 1921. február 21-én a településen véres harcokra került sor, melyet korompai felkelés (szlovákul Krompašská vzbura) néven emlegetnek. A munkások megmozdulását a katonaság verte szét, majd a gyárat 1923-ban szétszerelték. 1937-ben a vasmű helyén rézművet építettek, amely ma is üzemel.

## Népessége
| Év:            | 1994. | 2004.   | 2014.   | 2024.   |
| -------------- | ----- | ------- | ------- | ------- |
| Emberek száma: | 8442  | 8870    | 8889    | 8587    |
| Eltérés:       |       | +5,06 % | +0,21 % | -3,39 % |

| Év:            | 2023. | 2024.   |
| -------------- | ----- | ------- |
| Emberek száma: | 8584  | 8587    |
| Eltérés:       |       | +0,03 % |

1880-ban 1810 lakosából 1202 szlovák és 24 magyar anyanyelvű volt. Nemesisorkrompachon 135 szlovák és 5 magyar anyanyelvű élt.
1890-ben 1663 lakosából 1108 szlovák és 66 magyar anyanyelvű volt. Nemesisorkrompachon 129 szlovák és 1 magyar anyanyelvű élt.
1900-ban 4731-en lakták, ebből 2154 szlovák és 1280 magyar anyanyelvű.
1910-ben 6378-an lakták: 2560 magyar, 2440 szlovák, 1063 német és 131 szerb.
1921-ben 5575 lakosából 3397 csehszlovák és 1089 magyar volt.
1930-ban 4273-an lakták: 2886 csehszlovák és 123 magyar.
1991-ben 8252-en lakták, ebből 7556 szlovák és 11 magyar.
2001-ben 8812 lakosából 7679 fő (87,1%) szlovák, 736 (8,4%) cigány és 6 magyar volt.
2011-ben 8758-an lakták, ebből 7378 szlovák és 5 magyar.

## Nevezetességei
- János evangélista tiszteletére szentelt római katolikus plébániatemploma 1774-ben épült. 1910-ben bővítették.
- A plébánia 1751-ben létesült, 1780-ban leégett, 1792-ben újjáépítették. Anyakönyveit 1638-tól vezetik.
- A Hétfájdalmú Szűzanya, valamint Szent Cirill és Metód tiszteletére szentelt kápolnái 2000-ben készültek.
- Bartusz György: A korompai felkelés emlékműve (1971).
- A Piller-kastély 1727-ben épült.
- Helytörténeti múzeum.
- Plejsy síközpont.

## Híres személyek
Itt születtek:
- 1655-ben Daneczi György magyar jezsuita rendi szerzetes
- 1730-ban Tersztyánszky Dániel udvari tanácsos és királyi táblai bíró, levéltáros, könyvtáros, lapszerkesztő
- 1827-ben Hradszky József szepesi kanonok, történész
- 1833-ban Gundelfinger Gyula festőművész
- 1840. március 8-án Csáky Zénó szepesi főispán
- 1843. október 8-án Groó Vilmos tanár, pedagógiai író, a Znióváraljai Tanítóképző igazgatója, majd magyar királyi tanfelügyelő
- 1847. március 21-én Heitler Móric fizikus
- 1887. január 27-én Harsányi Zsolt újságíró, műfordító
- 1899. június 19-én Barlai Ervin erdőmérnök, közgazdász
- 1909-ben Július Barč-Ivan szlovák író és drámaíró
- 1915. november 5-én Gruber József gépészmérnök, egyetemi tanár
- 1917-ben Cotel Kornél magyar közgazdász, egyetemi tanár, a Közgazdasági és Jogi Könyvkiadó irodalmi vezetője

## Képek

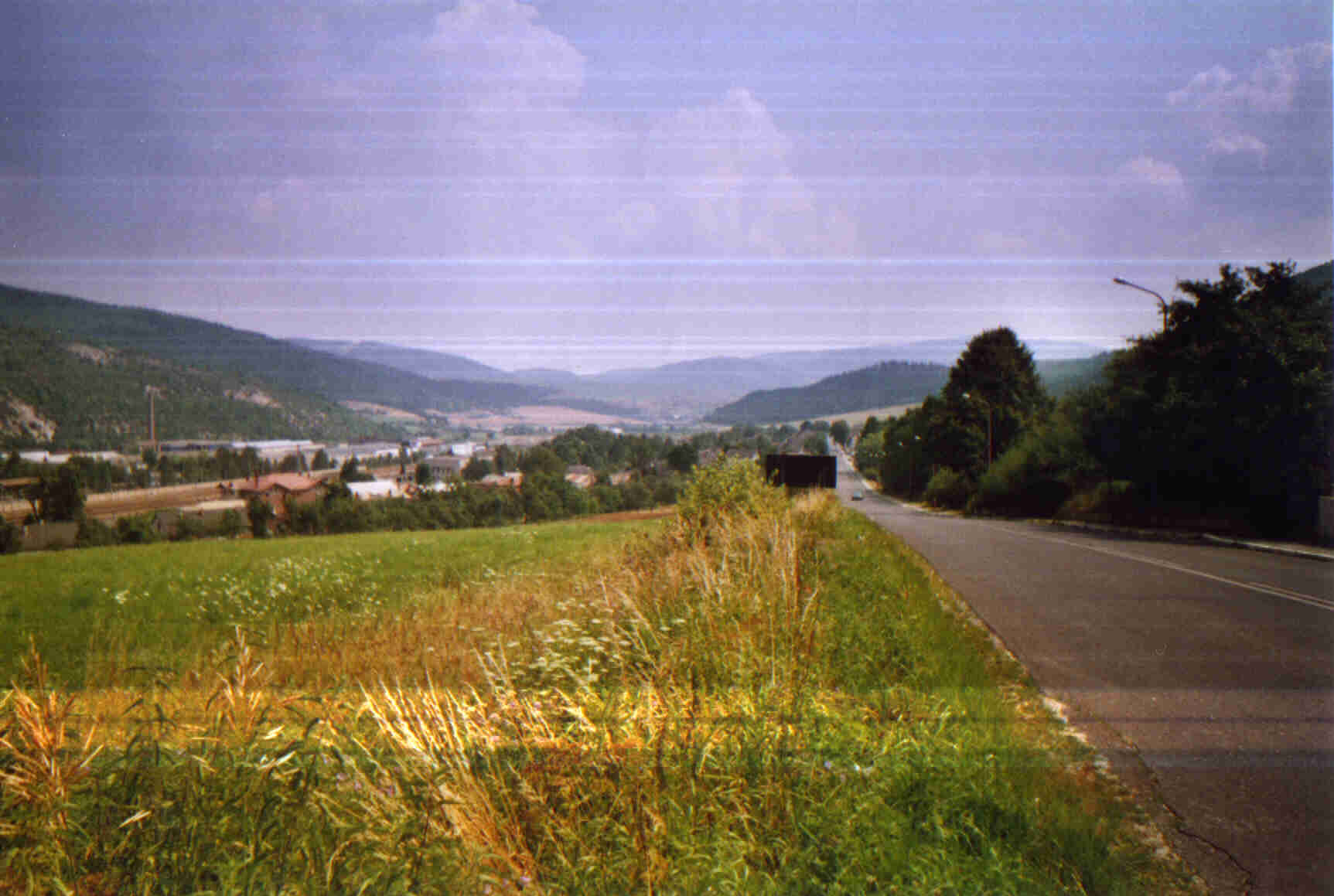
Korompa dél felé
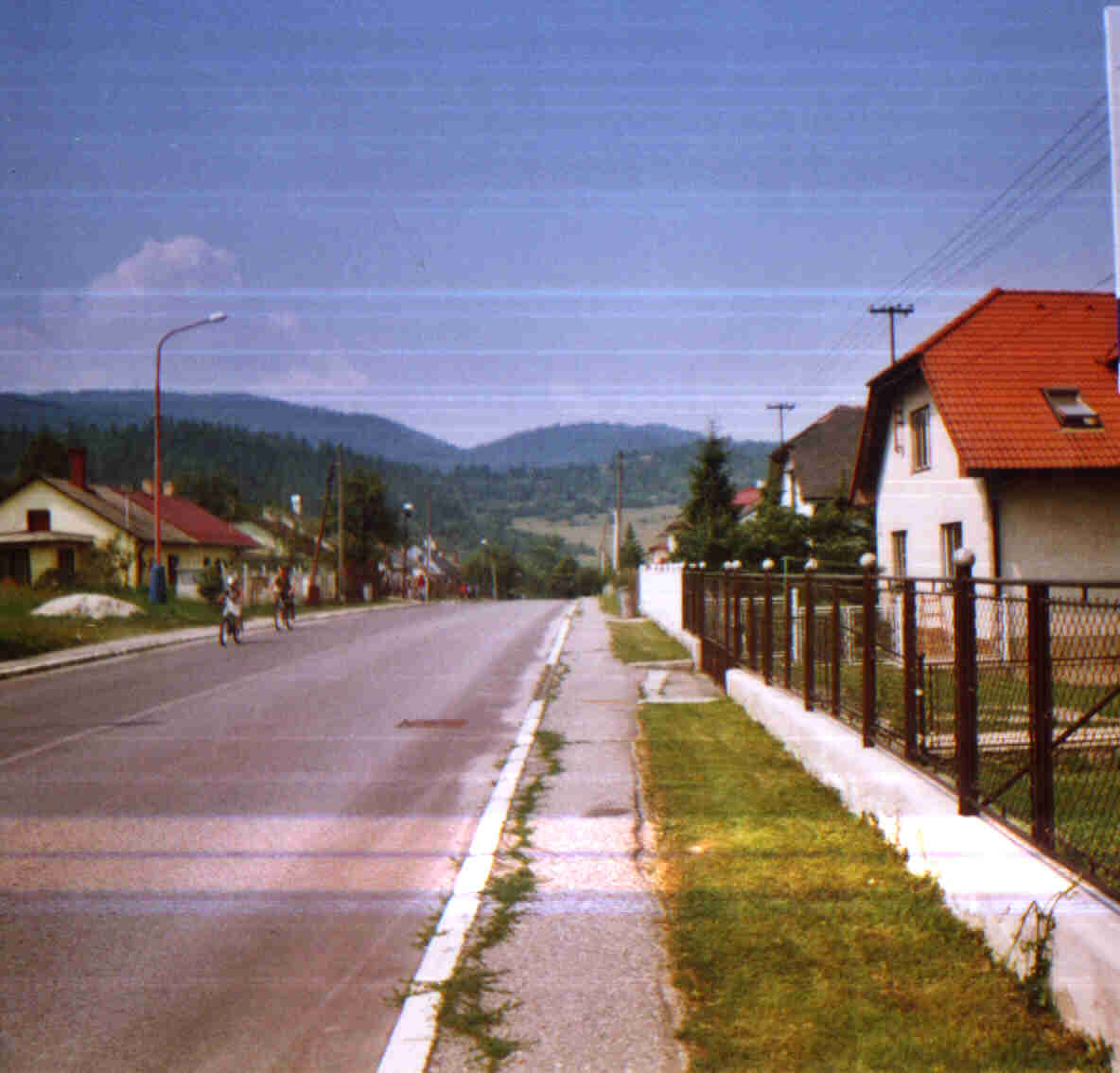
Korompa észak felé, ahol a völgyben rejtőzködik a lakótelep
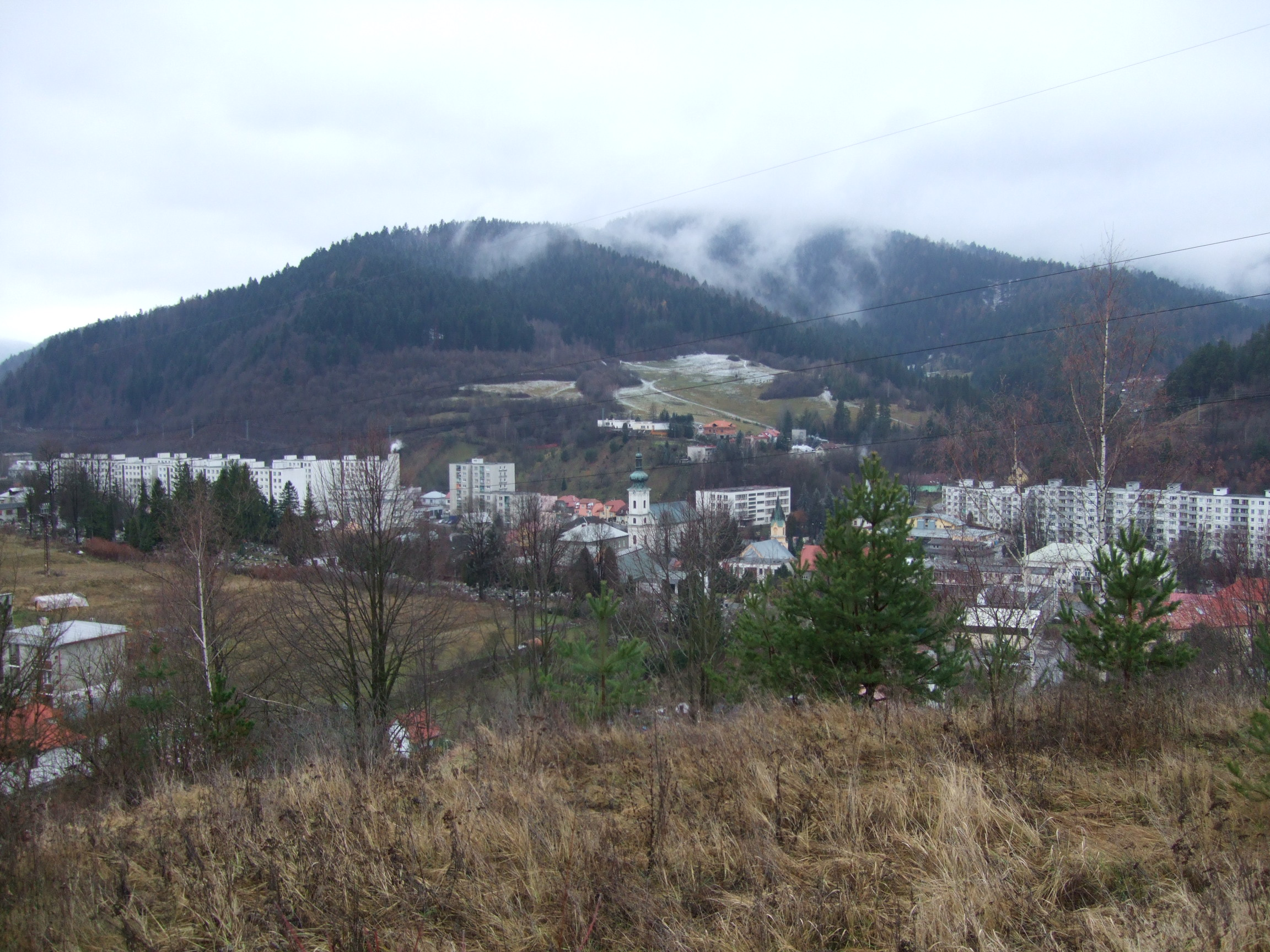
Lakótelep
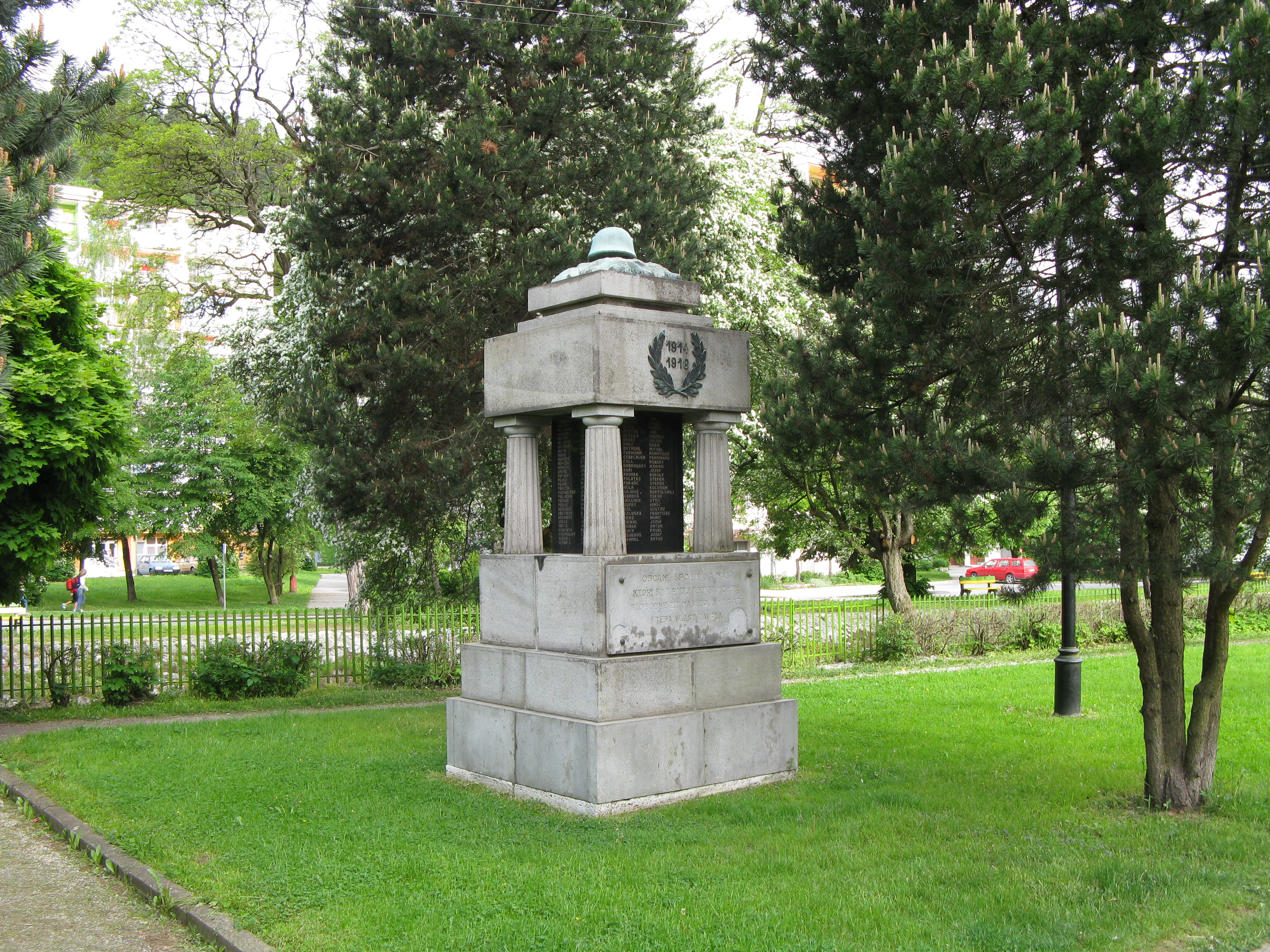
I. világháborús emlékmű
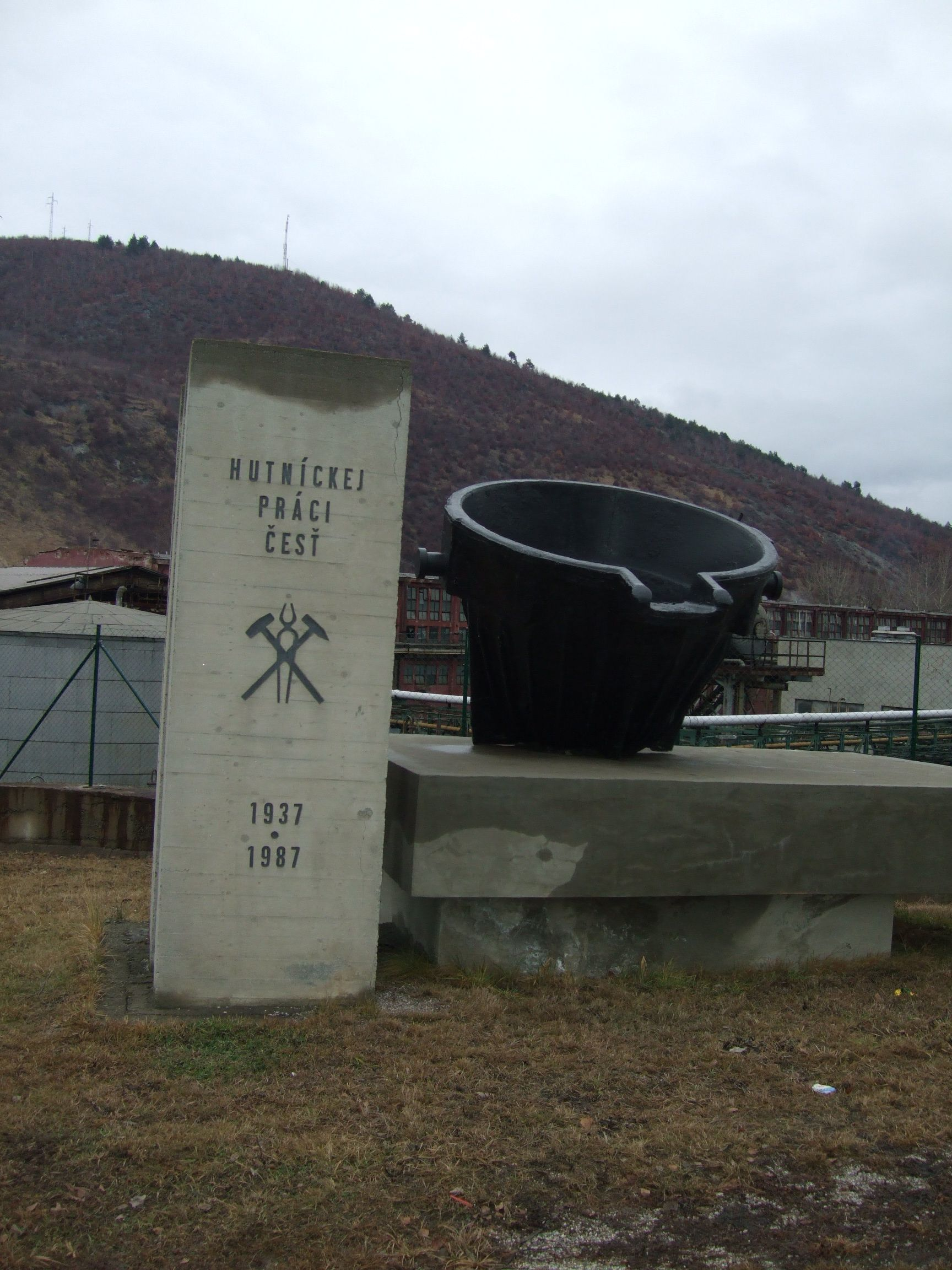
Öntödei emlékmű

## Testvérvárosok
- Békéscsaba, Magyarország
- Nagylak, Románia
- Rýmařov, Csehország
- Gaszowice, Lengyelország
- Ozimek, Lengyelország